# Les Aventures des Schtroumpfs
Les Aventures des Schtroumpfs é um filme de longa-metragem belga de 1965, baseada na série de quadrinhos franco-belgas Les Schtroumpfs, criada por Peyo. Foi o primeiro filme de animação com os personagens Les Schtroumpfs, foi lançado em 1965 na Bélgica.
O filme da Belvision Studios, La Flûte à six schtroumpfs, foi lançado onze anos depois, com retornos bem-sucedidos nas bilheterias.

## Sinopse
O filme consiste em cinco curtas em preto e branco feitos nos anos anteriores para transmissão na TV da Valônia pela RTB em 1961.
Le Voleur de Schtroumpfs
Um Schtroumpf é capturado por Gargamel. Agora, os Schtroumpfs devem salvá-lo antes que ele seja morto.
TL'Œuf et les Schtroumpfs
Baseado no álbum L'Œuf et les Schtroumpfs. Os Schtroumpfs descobrem um ovo mágico, mas não sabem que ele foi criado por Gargamel.
Les Schtroumpfs noirs
Baseado no álbum Les Schtroumpfs noirs. Uma doença contagiosa aterroriza a vila.
Le Schtroumpf et son dragon
Os Schtroumpfs fazem amizade com um dragão domesticado.
Le Schtroumpf volant
Um dos Schtroumpfs tenta voar como um pássaro.